# Pitkäsaari (ö i Finland, Birkaland, Tammerfors, lat 61,29, long 23,86)
Pitkäsaari är en ö i Finland. Den ligger i sjön Mäyhäjärvi och i kommunen Lembois i den ekonomiska regionen Tammerfors och landskapet Birkaland, i den södra delen av landet, 140 km norr om huvudstaden Helsingfors. Öns area är 3,1 hektar och dess största längd är 0,8 kilometer i sydöst-nordvästlig riktning.